# Бариловка (Краснопольский район)
Бариловка (укр. Барилівка) — село,
Сенновский сельский совет,
Краснопольский район,
Сумская область,
Украина.
Код КОАТУУ — 5922385802. Население по переписи 2001 года составляло 140 человек .

## Географическое положение
Село Бариловка находится на левом берегу реки Псел,
выше по течению на расстоянии в 2 км расположено село Груновка,
ниже по течению на расстоянии в 4 км расположено село Ольшанка (Сумский район).
Село окружено большим лесным массивом.